# Сцены из жизни Святого Никасия
«Сцены из жизни Святого Никасия» — созданный в XIII веке для кафедрального собора Суасона витраж со сценами из жизни Святого Никасия. Фрагменты витража хранятся в различных музеях мира, в том числе в Лувре.

## Описание витража
Находившийся как минимум с XVI века в соборе Суасона витраж сильно пострадал в 1815 году от взрыва находящихся неподалёку от собора пороховых складов. Реставрация не была окончена до начала войны 1870 года. Некоторые фрагменты витража была проданы во время реставрации, что объясняет нынешнее положение витража:
- 8 фрагментов витража находится в коллекции Лувра
- 3 фрагмента — в коллекции парижского музея Мармоттан-Моне
- 10 фрагментов — в Бостонском музее Изабеллы Стюарт Гарднер
- 9 фрагментов — в Вашингтонской галерее искусства Коркоран
- 2 фрагмента — в Детройтском институте искусств
- ещё несколько элементов — в коллекции Питкерна[англ.] (Bryn Athyn, Pennsylvania)
- Фрагмент с древом Иессеевым, находившийся в Берлинском Музее Декоративного Искусства, утерян во время Второй Мировой войны
- Возможно, к этому же витражу относятся две головы пророков из Киевского музея

### Луврский фрагмент
Хранящийся в Лувре фрагмент витража представляет собой примерно чуть больше трети от общей высоты оригинального витража. Он состоит из двух круглых медальонов.

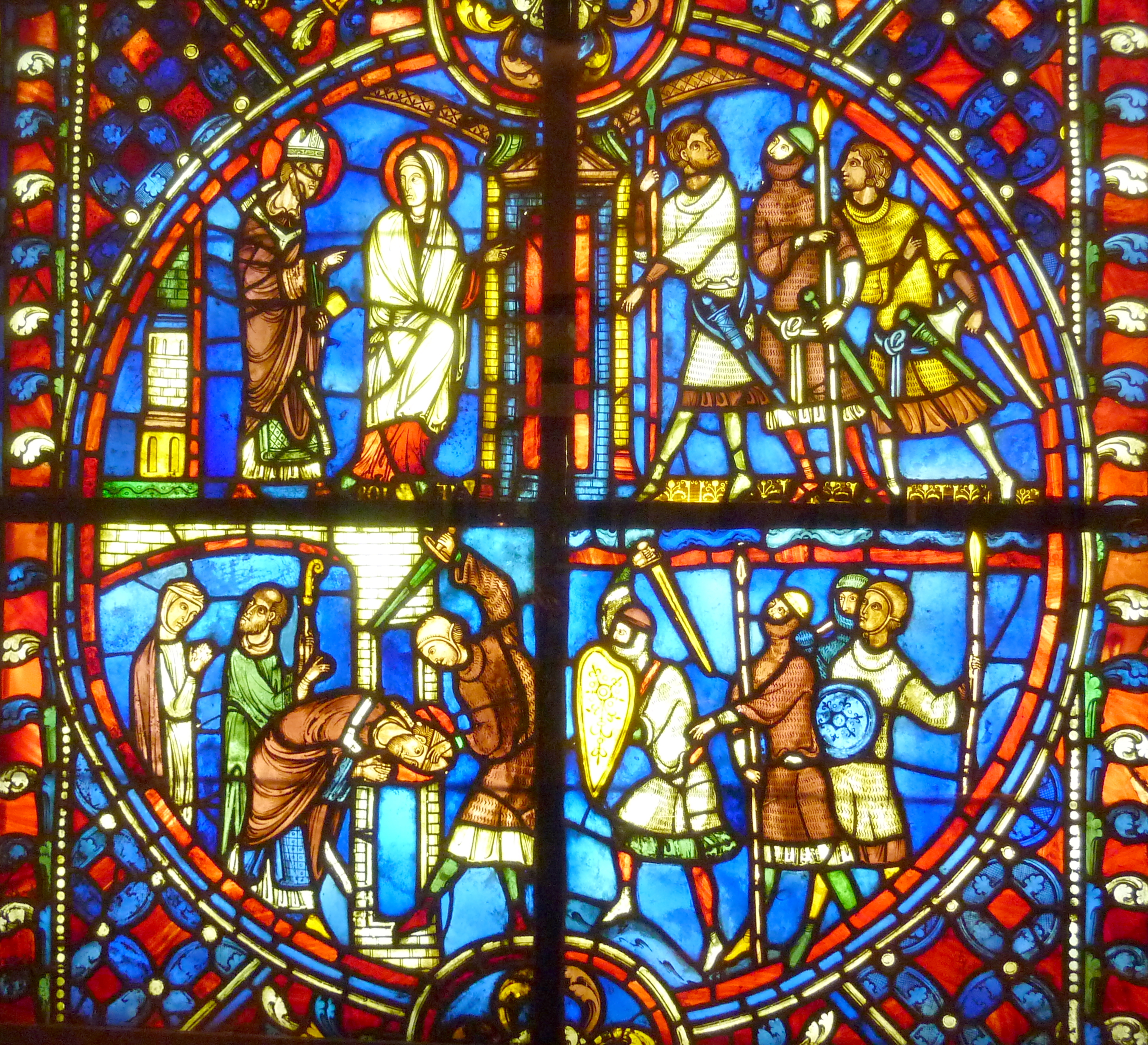
Нижний медальон
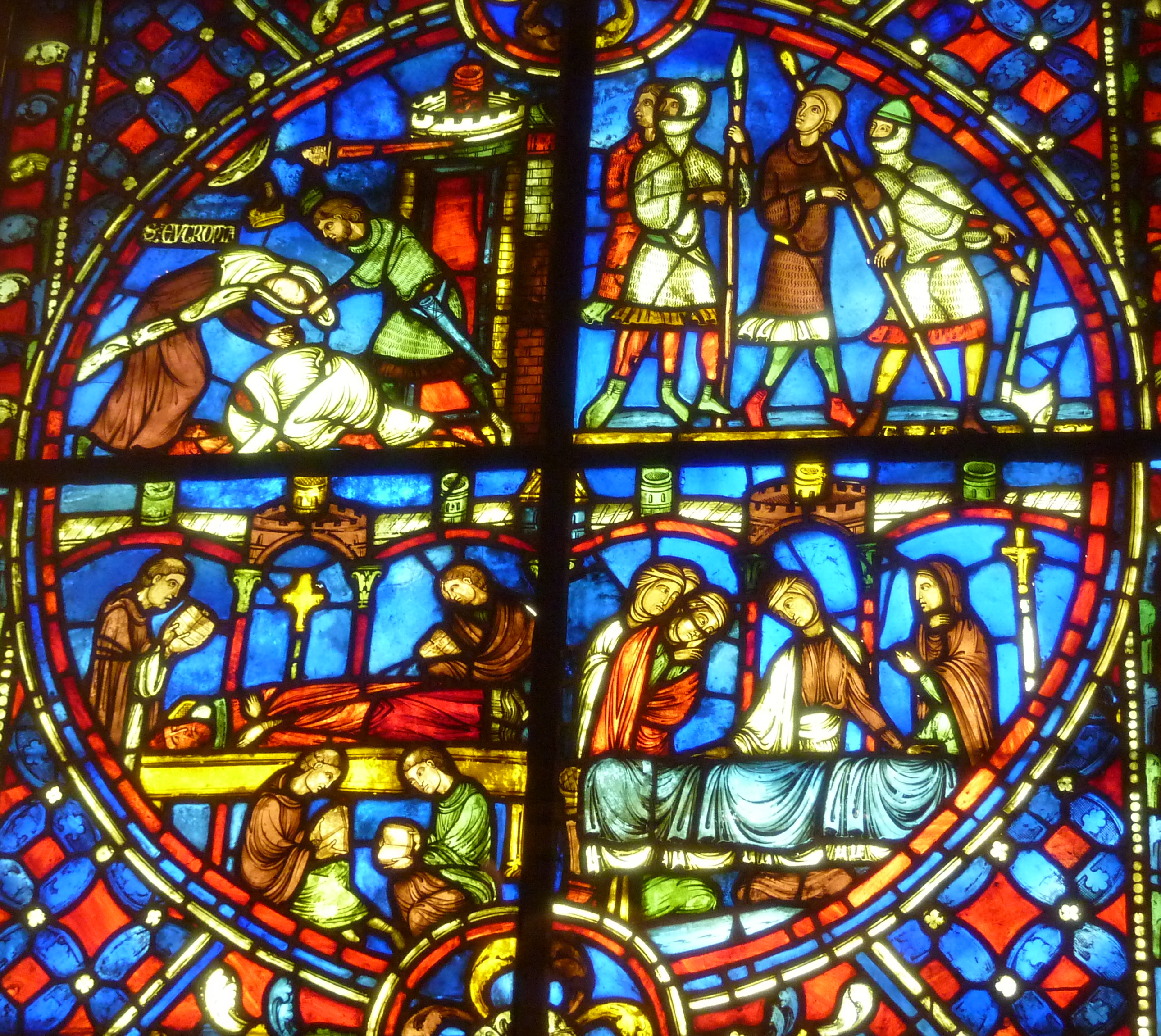
Верхний медальон

Сюжет витража читается по медальонам снизу вверх. Внутри каждого медальона сюжеты расположены сверху вниз, слева направо.
Нижний медальон:
- Верхняя левая четверть: Святой Никасий со Святой Евтропией направляются к Реймскому собору
- Верхняя правая четверть: нашествие вандалов
- Нижняя половина: смерть Святого Никасия

Верхний медальон:
- Верхняя левая четверть: смерть святой Евтропии
- Верхняя правая четверть: уход вандалов
- Нижняя половина: бдение у тел Святых

Нынешний порядок изображений в витраже не соответствует оригинальному.

## Идентификация витража
Витраж украшал окно одной из часовен деамбулатория Суасонского собора. Выбор сюжета неслучаен: суасонская епархия подчиняется реймскому архиепископу, а Святой Никасий была одним из самых известных архиепископов Реймса.
На виньетке, изображающей мученическую смерть Святой Евтропии, сестры Святого Никасия, находится надпись «S. EUTROPIA», позволившая историкам уверенно опознать изображённый на витраже сюжет.